# Little Round Top
Little Round Top es la más pequeña de dos colinas rocosas al sur de Gettysburg, Pensilvania, la compañera de la colina adyacente, más alta, llamada Big Round Top. Fue el lugar de un infructuoso asalto de las tropas confederadas contra el flanco izquierdo de la Unión el 2 de julio de 1863, el segundo día de la batalla de Gettysburg, durante la guerra civil estadounidense.
Little Round Top fue defendida con éxito por una brigada al mando del coronel Strong Vincent, que fue herido de muerte durante los combates y murió cinco días después. El 20.º Regimiento de Infantería Voluntaria de Maine, al mando del coronel Joshua Lawrence Chamberlain, libró allí su combate más famoso, que culminó con una dramática carga a bayoneta cuesta abajo. La batalla de Little Round Top se convirtió posteriormente en una de las acciones más conocidas de Gettysburg y de toda la guerra.

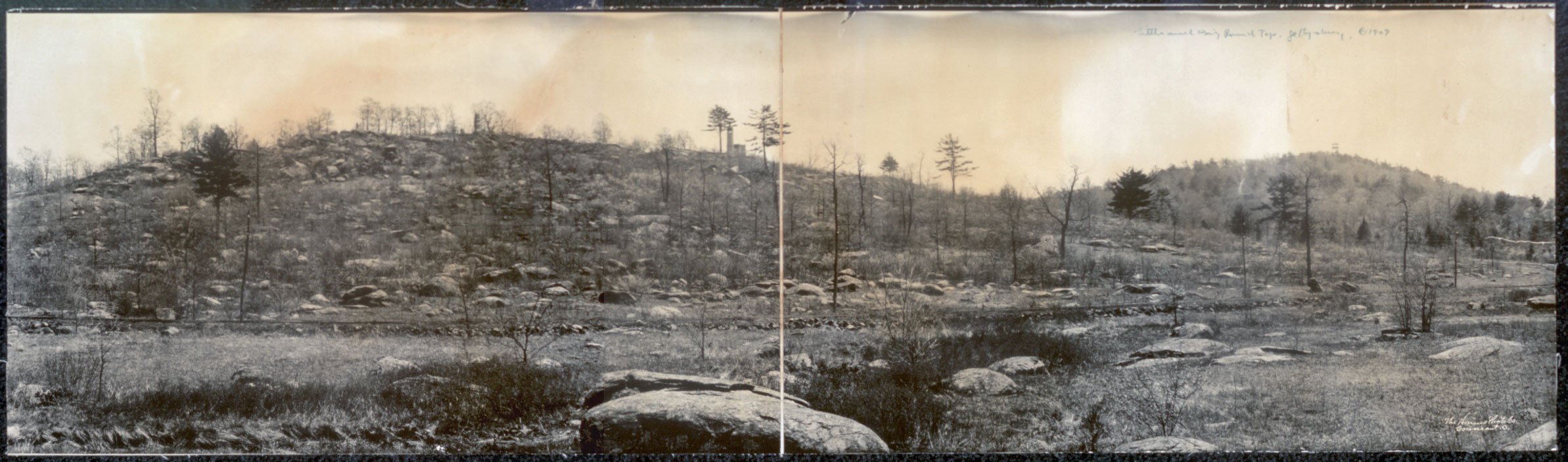
Little Round Top (izquierda) y [Big] Round Top, fotografiados desde Plum Run Valley en 1909

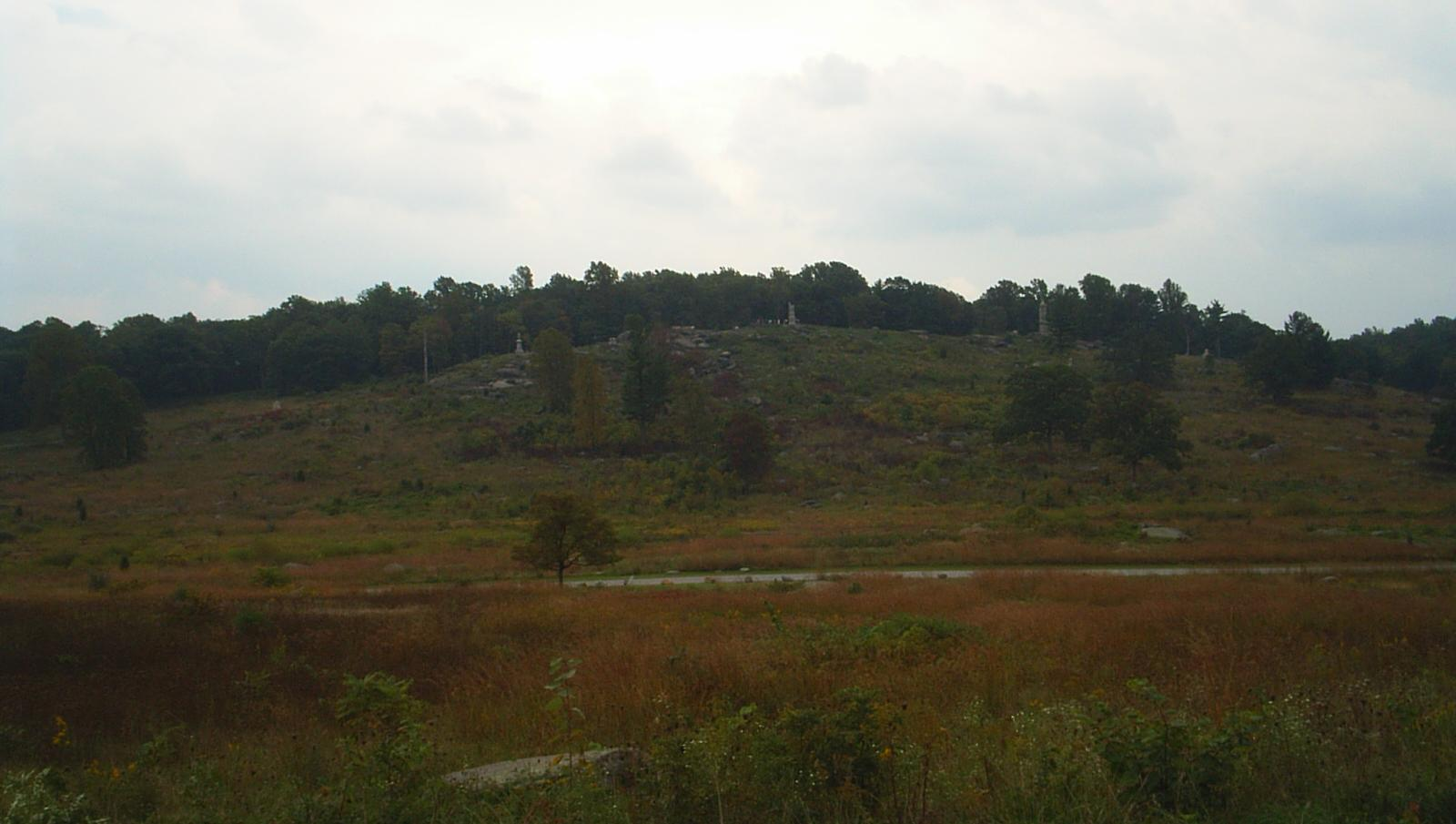
Little Round Top fotografiado en 2006

Little Round Top es un gran espolón de diabasa de Big Round Top con una cresta ovalada (a pesar de su nombre) que forma una corta línea de cresta con una cima de 63 pies (19 m) de prominencia sobre el punto de Saddle Point a Big Round Top al sur. Se encuentra en el municipio de Cumberland, aproximadamente a dos millas (3 km) al sur de Gettysburg, con una ladera escarpada y empinada que se eleva a 150 pies (46 m) por encima de la cercana Plum Run al oeste y que está sembrada de grandes rocas. La cumbre está a un total de 650 pies (200 m) sobre el nivel del mar. Históricamente, la ladera occidental estaba generalmente libre de vegetación, mientras que la cumbre y las laderas oriental y meridional estaban ligeramente arboladas. Directamente al sur se encuentra la Gran Cima Redonda, 40 m más alta y densamente arbolada.
El relieve ígneo se creó hace 200 millones de años cuando el "afloramiento de la solera de Gettysburg" intruyó a través de la "llanura de Gettysburg" del Triásico. El posterior acuñamiento periglaciar durante el Pleistoceno formó las extensas rocas de la colina.
No hay pruebas de que el nombre "Little Round Top" fuera utilizado por soldados o civiles durante la batalla, aunque el coronel Franklin A. Haskell, escribiendo a su hermano el 16 de julio de 1863, lo llama así. Aunque la colina más grande era conocida antes de la batalla como Round Top, Round Top Mountain, y a veces Round Hill, los relatos escritos en 1863 se referían a la colina más pequeña con una variedad de nombres: Rock Hill, High Knob, Sugar Loaf Hill, Broad Top Summit, y espolón de granito de Round Top. El historiador John B. Bachelder, que tuvo una enorme influencia en la preservación del campo de batalla de Gettysburg, estaba personalmente a favor del nombre "Weed's Hill", en honor al general de brigada Stephen H. Weed, que fue mortalmente herido en Little Round Top. Bachelder abandonó ese nombre en 1873. Uno de los primeros usos públicos de "Little Round Top" fue el de Edward Everett en su discurso de inauguración del Cementerio Nacional de Soldados el 19 de noviembre de 1863.

## Batalla de Gettysburg
Artículo principal: Batalla de Gettysburg

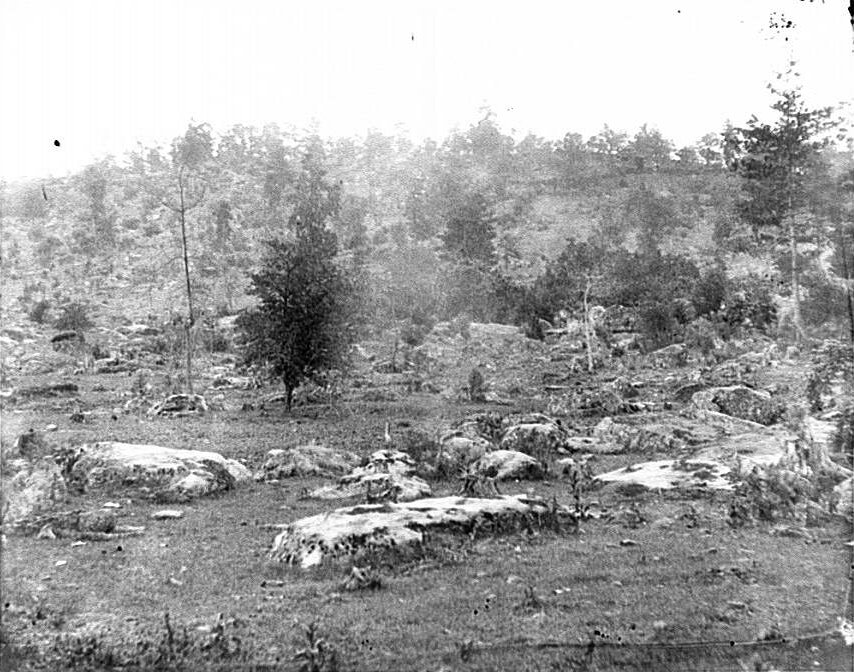
Little Round Top, ladera occidental, fotografiada por Timothy H. O'Sullivan, 1863

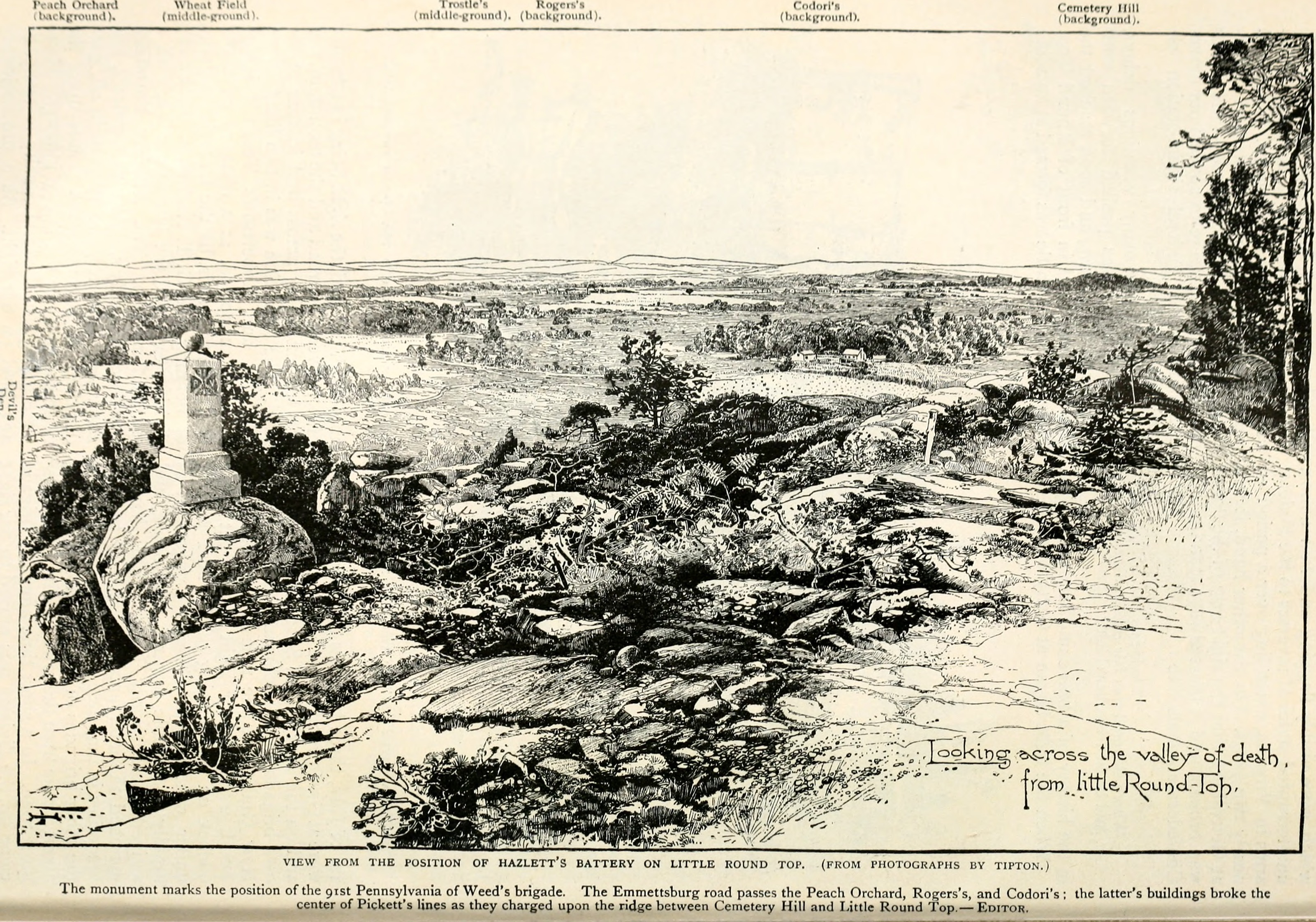
Mirando desde la posición de la Batería Hazletts en Little Round Top hacia el Valle de la Muerte

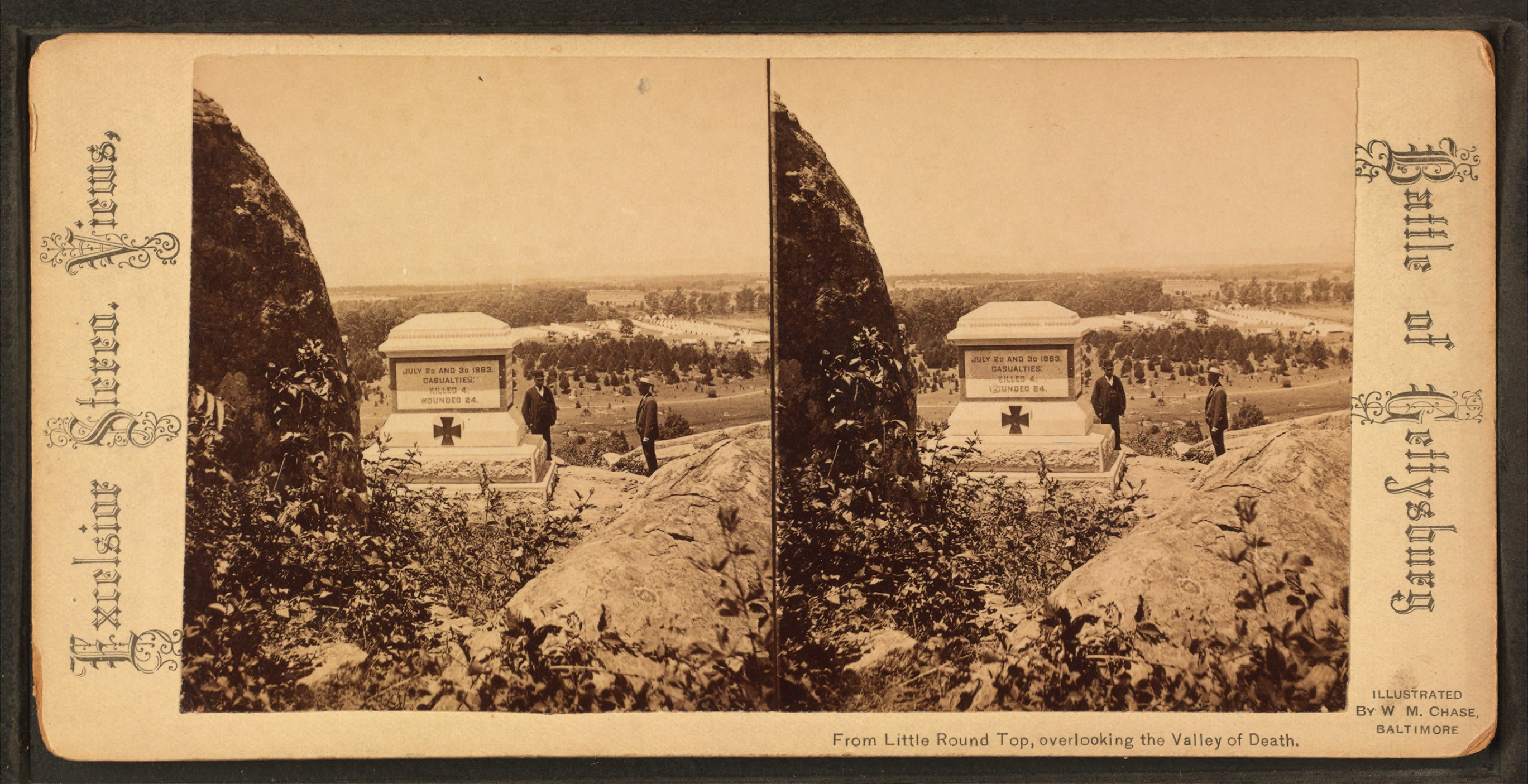
Mirando desde Little Round Top hacia el Valle de la Muerte (Devils Den estaría situado en el fondo a la izquierda)

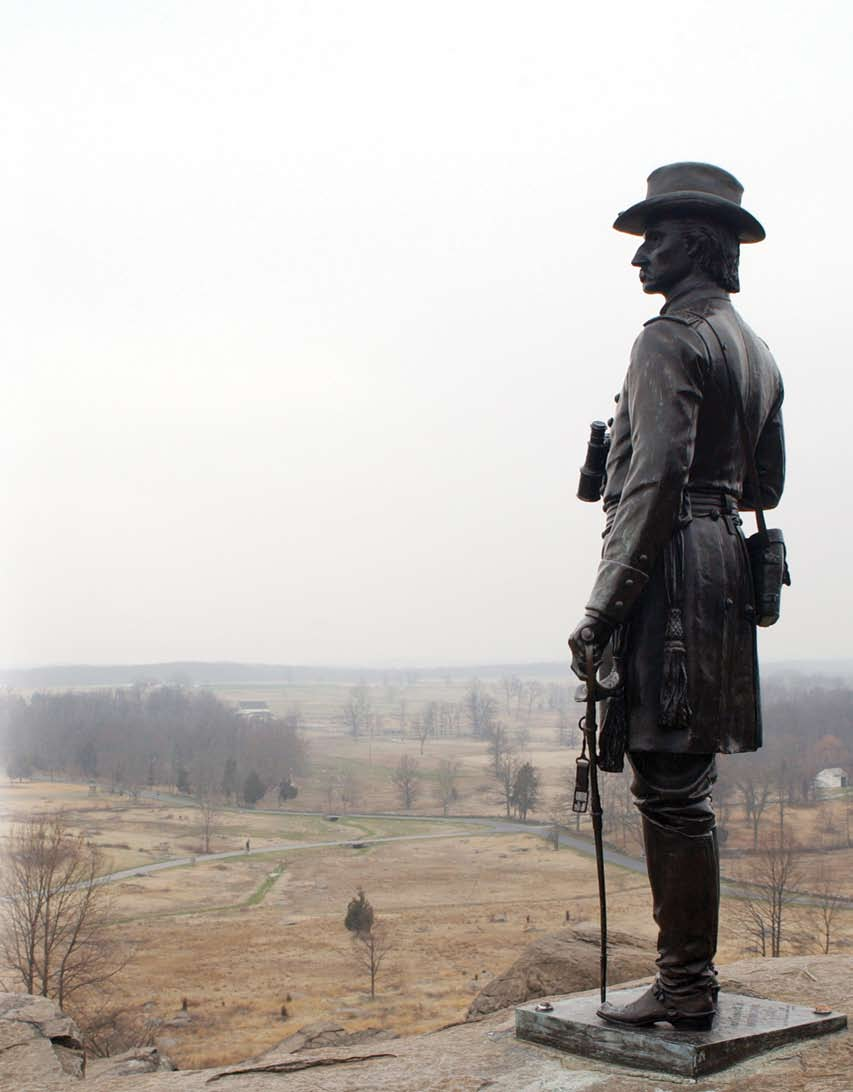
Monumento del general Warren observando el campo de batalla desde Little Round Top

El segundo día de la Batalla de Gettysburg, el 2 de julio de 1863, alrededor de las 4 de la tarde, el primer cuerpo del teniente general James Longstreet comenzó un ataque ordenado por el general Robert E. Lee con la intención de avanzar hacia el noreste por la carretera de Emmitsburg en dirección a Cemetery Hill, arrollando el flanco izquierdo de la Unión. La división del general de división John Bell Hood fue asignada para atacar por el lado este de la carretera, la división del general de dvisión Lafayette McLaws por el lado oeste. La división de Hood partió primero, pero en lugar de guiarse por la carretera, los elementos comenzaron a girar directamente hacia el este en dirección a Round Tops. En lugar de conducir a toda la división por la espina dorsal de Houck's Ridge (la zona sembrada de rocas conocida por los soldados como la Devil´s Den), partes de la división de Hood se desviaron sobre Round Top y se acercaron a la ladera sur de Little Round Top.

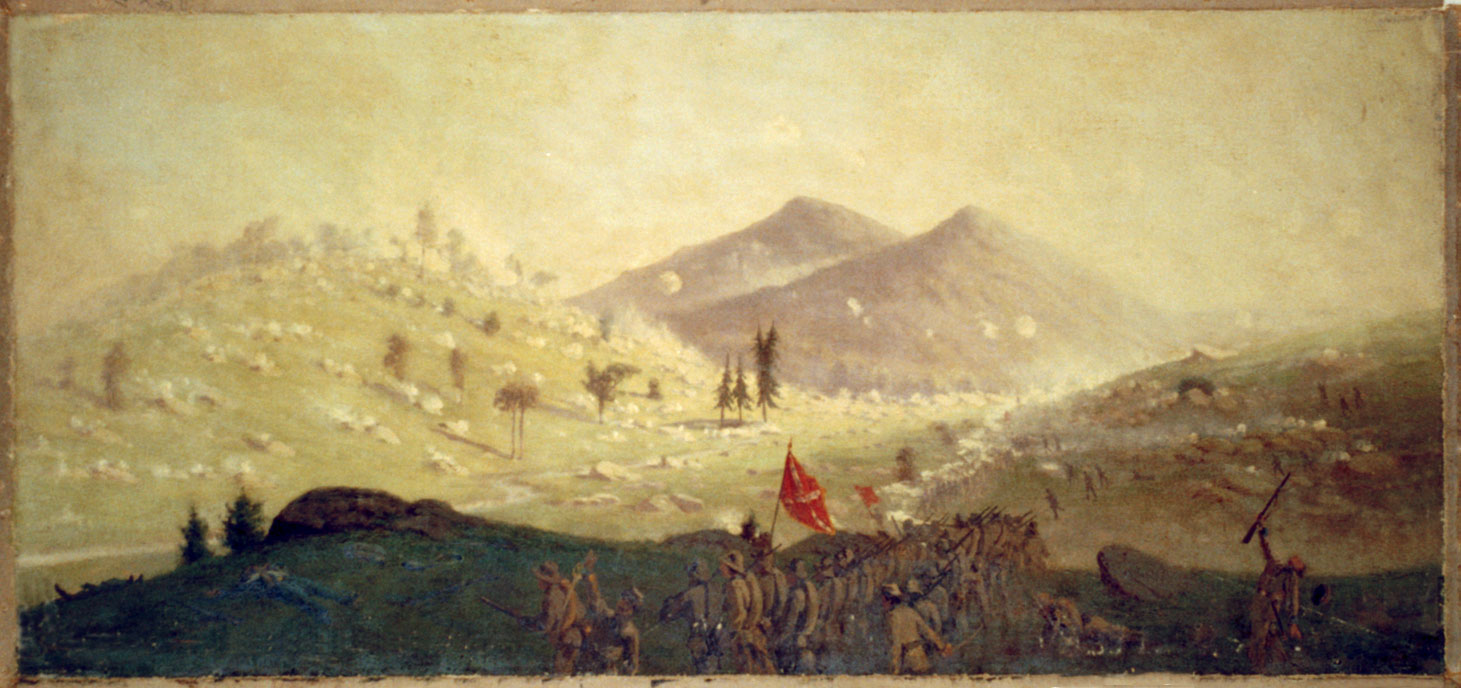
Ataque a Little Round Top por parte del 5.º Cuerpo al mando del General Sykes, pintura de Edwin Forbes. Forbes ha representado incorrectamente el Big Round Top con dos picos.

Había cuatro razones probables para el desvío de la dirección de la división: primero, los regimientos del III Cuerpo de la Unión estaban inesperadamente en la zona de Devil's Den y amenazarían el flanco derecho de Hood si no se ocupaban de ellos; segundo, el fuego del 2.º U.S. Sharpshooters en la granja de Slyder atrajo la atención de los elementos de cabeza del brigadier Evander M. Law. El tercer punto es que el terreno era accidentado y las unidades perdieron naturalmente su alineación en el campo de batalla; por último, el subordinado principal de Hood, el general Law, no sabía que Hood había sido herido y que ahora estaba al mando de la división, por lo que no ejerció el control.
Mientras tanto, Little Round Top estaba sin defender por las tropas de la Unión. El mayor general George Meade, comandante del ejército del Potomac, había ordenado al III Cuerpo del mayor general Daniel Sickles que defendiera el extremo sur de Cemetery Ridge, que habría incluido Little Round Top. Sickles, desafiando las órdenes de Meade, movió su cuerpo unos cientos de metros hacia el oeste hasta la carretera de Emmitsburg y Peach Orchard. Esto provocó un gran saliente en la línea, que además era demasiado largo para defenderlo adecuadamente. Su flanco izquierdo estaba anclado en Devil's Den.
Cuando Meade descubrió esta situación, envió a su jefe de ingenieros, el general de brigada Gouverneur K. Warren, para que intentara solucionar la situación al sur de la posición de Sickles. Al subir a Little Round Top, Warren sólo encontró una pequeña estación del cuerpo de señales. Vio el resplandor de las bayonetas en el sol al suroeste y se dio cuenta de que un asalto confederado al flanco de la Unión era inminente. Se apresuró a enviar a los oficiales del estado mayor, incluyendo a Washington Roebling, a buscar ayuda de cualquier unidad disponible en la vecindad.
La respuesta a esta petición de ayuda vino del mayor general George Sykes, comandante del V Cuerpo de la Unión. Sykes envió rápidamente un mensajero para ordenar a su 1.ª División, comandada por el general de brigada James Barnes, que se dirigiera a Little Round Top. Antes de que el mensajero pudiera llegar a Barnes, se encontró con el coronel Strong Vincent, comandante de la tercera brigada, que tomó la iniciativa y dirigió sus cuatro regimientos a Little Round Top sin esperar el permiso de Barnes. Él y Oliver W. Norton, el corneta de la brigada, se adelantaron al galope para reconocer y guiar a sus cuatro regimientos a su posición.
Al llegar a Little Round Top, Vincent y Norton recibieron fuego de las baterías confederadas casi inmediatamente. En la ladera occidental colocó al 16.º de Míchigan, y luego, en sentido contrario a las agujas del reloj, al 44.º de Nueva York, al 83.º de Pensilvania y, finalmente, al final de la línea en la ladera sur, al 20.º de Maine. Al llegar sólo diez minutos antes que los confederados, Vincent ordenó a su brigada que se pusiera a cubierto y esperara, y ordenó al coronel Joshua Lawrence Chamberlain, comandante del 20.º Maine, que mantuviera su posición, el extremo izquierdo del ejército del Potomac, a toda costa. Chamberlain y sus 385 hombres esperaron lo que se avecinaba.

## Batalla de Little Round Top

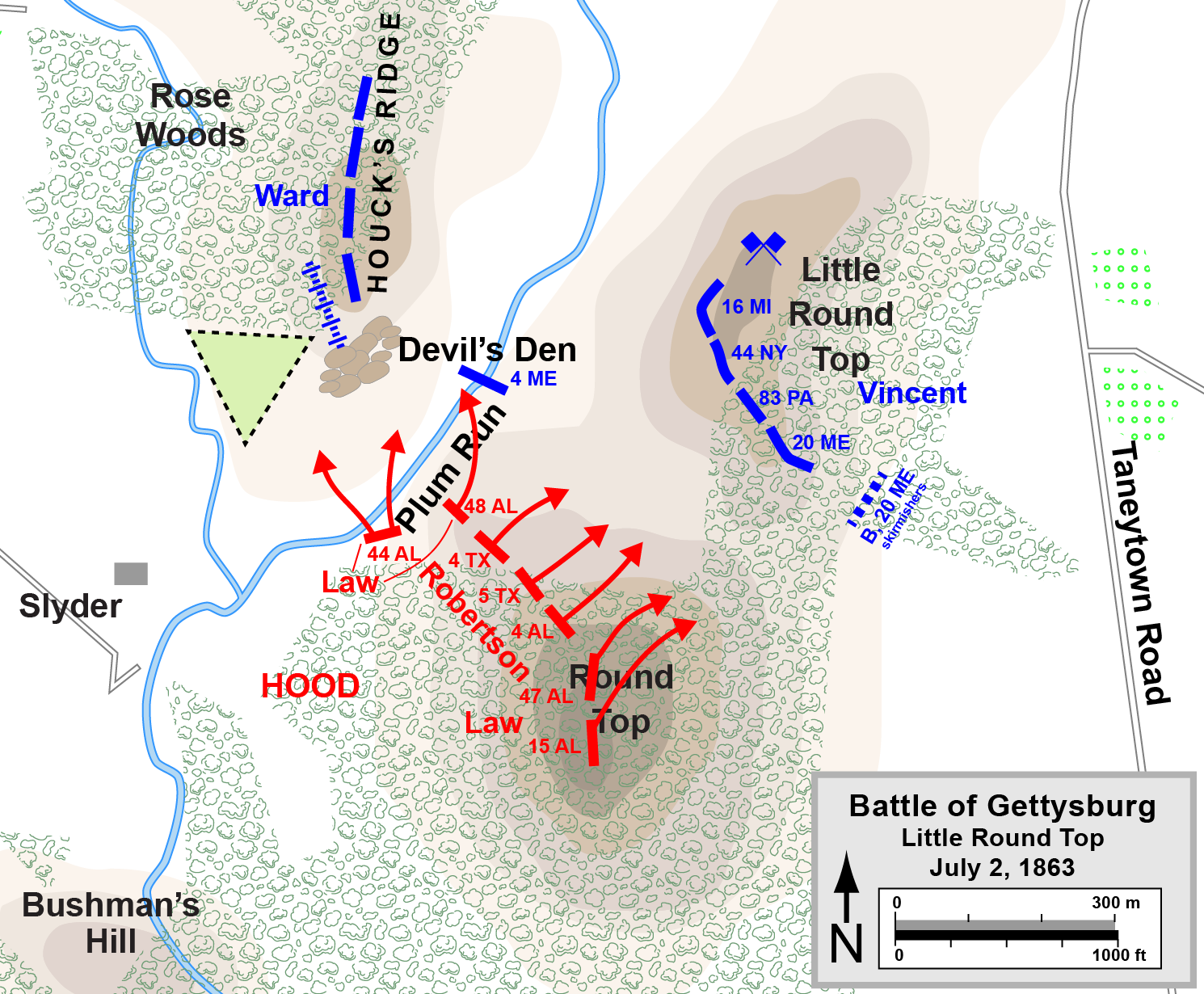
Batalla de Little Round Top. Asalto inicial
Confederados
Unión

Los confederados que se acercaban eran la brigada de Alabama de la división de Hood, comandada por el brigadier general Evander M. Law. (A medida que la batalla avanzaba y Law se daba cuenta de que estaba al mando de la división, el coronel James L. Sheffield fue finalmente notificado para asumir el mando de la brigada). Enviando al 4.º, 15.º y 47.º de Alabama, y al 4.º y 5.º de Texas a Little Round Top, Law ordenó a sus hombres que tomaran la colina. Los hombres estaban agotados, habiendo marchado más de 20 millas (32 km) ese día para llegar a este punto. El día era caluroso y sus cantimploras estaban vacías; la orden de Law de salir les llegó antes de que pudieran rellenar el agua. Al acercarse a la línea de la Unión en la cresta de la colina, los hombres de Law fueron rechazados por la primera descarga de la Unión y se retiraron brevemente para reagruparse. El 15.º de Alabama, comandado por el coronel William C. Oates, se reposicionó más a la derecha e intentó encontrar el flanco izquierdo de la Unión.
El flanco izquierdo estaba formado por los 386 oficiales y hombres del 20.º regimiento de Maine y el 83.º de Pensilvania. Al ver que los confederados se desplazaban alrededor de su flanco, Chamberlain primero estiró su línea hasta el punto en que sus hombres estaban en una línea de una sola fila, luego ordenó a la mitad más al sur de su línea que retrocediera durante una pausa después de otra carga confederada. Fue allí donde "rechazaron la línea", formando un ángulo con la línea principal en un intento de impedir la maniobra de flanqueo confederada. A pesar de las grandes pérdidas, el 20.º Maine resistió dos cargas posteriores del 15.º de Alabama y otros regimientos confederados durante un total de noventa minutos.
Chamberlain (sabiendo que sus hombres se habían quedado sin munición, que sus efectivos se estaban agotando y que sus hombres no podrían rechazar otra carga confederada) ordenó a sus hombres que equiparan las bayonetas y contraatacaran. Ordenó a su flanco izquierdo, que había retrocedido, que avanzara en una maniobra de "rueda hacia delante". En cuanto estuvieran en línea con el resto del regimiento, el resto del regimiento cargaría como si se cerrara una puerta. Este asalto frontal simultáneo y la maniobra de flanqueo detuvieron y capturaron a una buena parte del 15.º de Alabama. Mientras Chamberlain ordenaba el avance, el teniente Holman Melcher, de forma espontánea y separado del mando de Chamberlain, inició una carga desde el centro de la línea que ayudó aún más a los esfuerzos del regimiento.

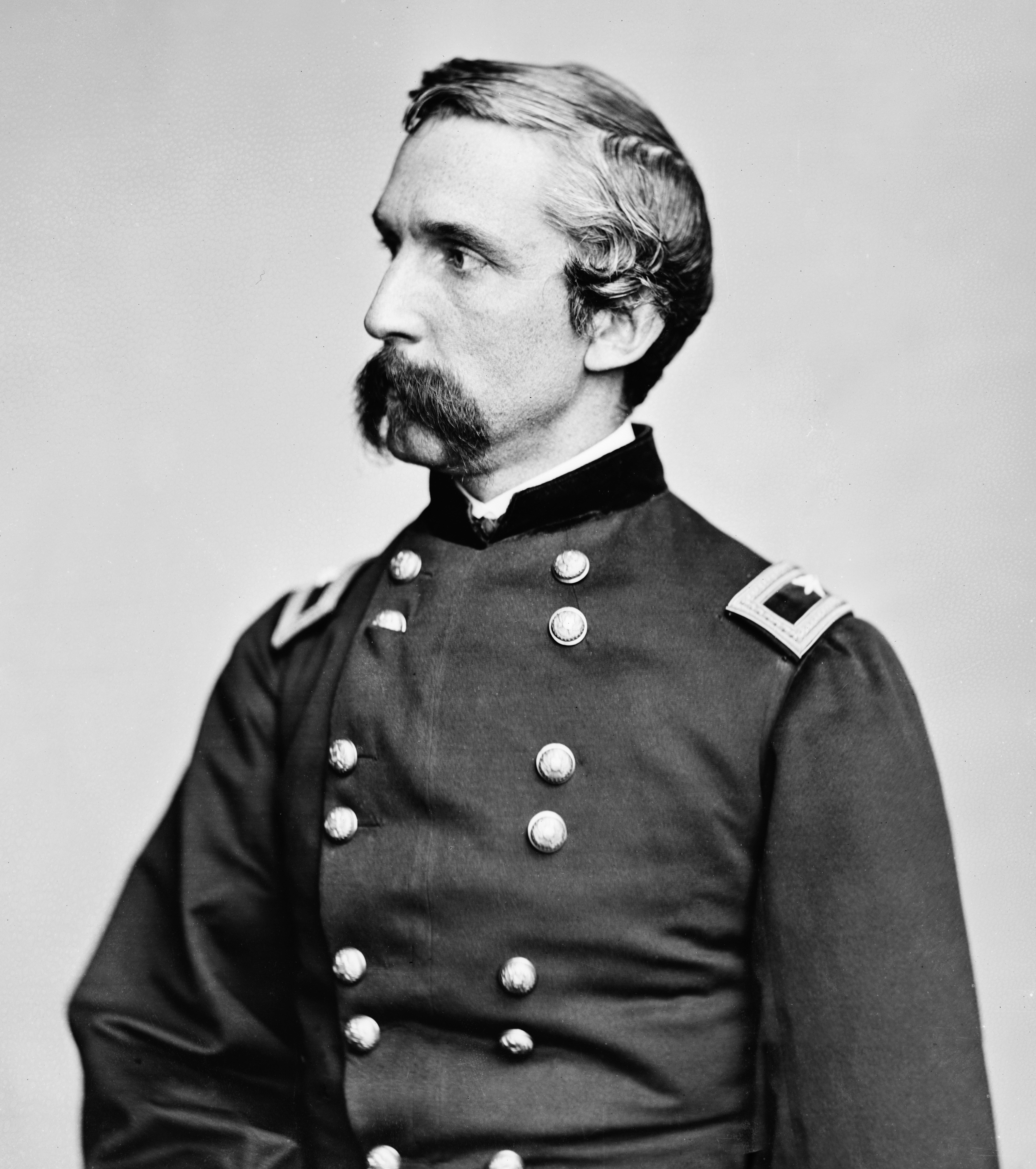
Joshua Lawrence Chamberlain, quien ordenó la carga a la bayoneta en Little Round Top.

Durante su retirada, los confederados fueron sometidos a una descarga de fuego de fusilería de la compañía B del 20.º de Maine, comandada por el capitán Walter G. Morrill, y desde del 2.º de tiradores de los EE. UU., que habían sido colocados por Chamberlain detrás de un muro de piedra a unos 140 m al este, con la esperanza de protegerse de una envolvente. Este grupo, que se había ocultado a la vista, causó una considerable confusión en las filas confederadas.
Treinta años después, Chamberlain recibió una medalla de honor por su conducta en la defensa de Little Round Top. La mención decía que se le concedía por su "audaz heroísmo y gran tenacidad al mantener su posición en Little Round Top contra repetidos asaltos, y por ordenar la posición de avance en Big Round Top".

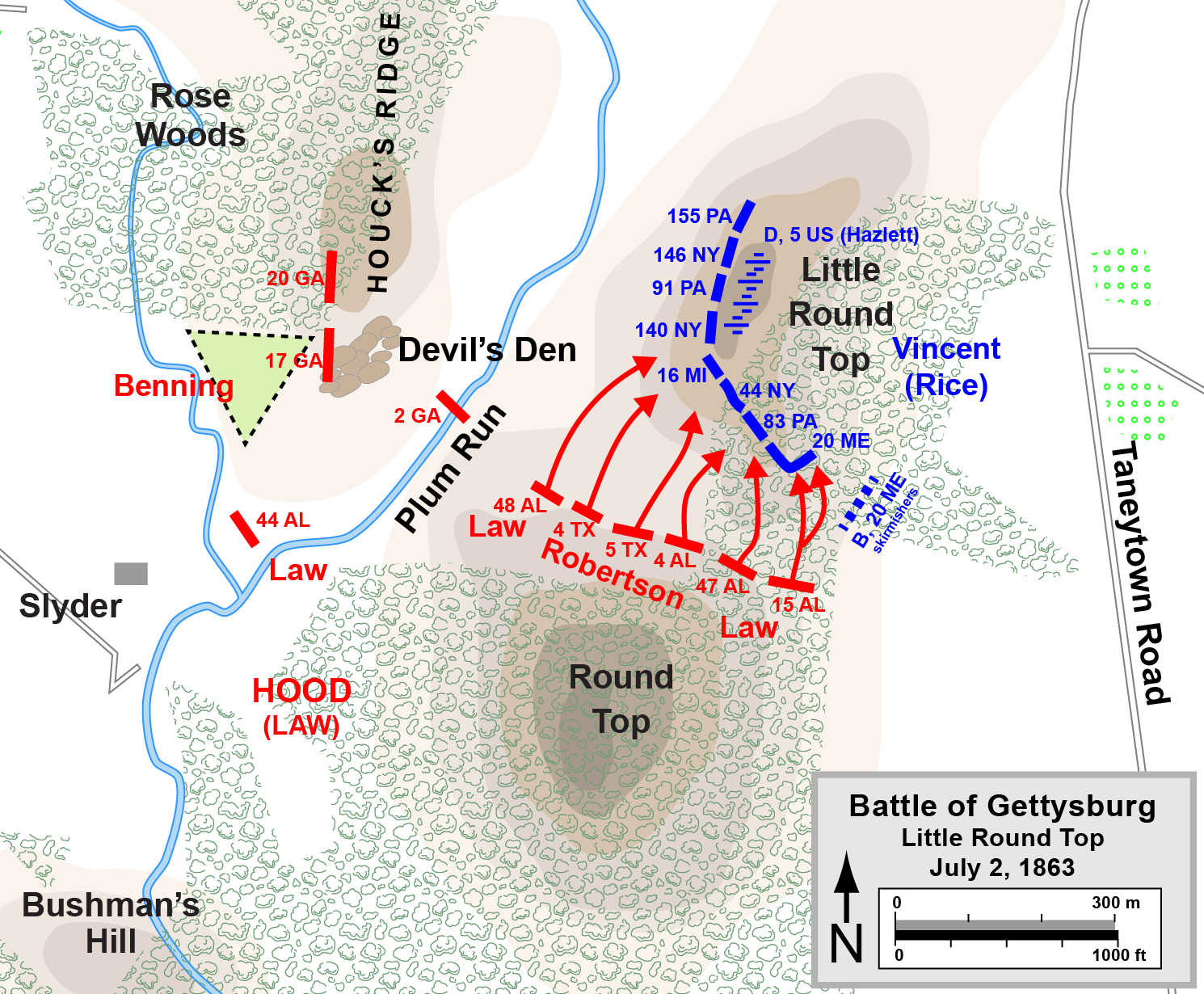
Batalla de Little Round Top: asalto final.

A pesar de esta victoria, el resto de los regimientos de la Unión en la colina estaban en una situación desesperada. Mientras los de Alabama habían presionado sus ataques a la izquierda de la Unión, el 4.º y 5.º de Texas atacaban al 16.º de Míchigan de Vincent, a la derecha de la Unión. Reforzando varias veces el desmoronado regimiento (el más pequeño de su brigada, con sólo 263 hombres), Vincent fue herido de muerte durante una de las cargas de los tejanos y fue sucedido por el coronel James C. Rice. Vincent murió el 7 de julio, pero no antes de recibir un ascenso a general de brigada en su lecho de muerte.
Antes de que los michiganos pudieran desmoralizarse, los refuerzos convocados por Warren -que había continuado buscando más tropas para defender la colina- habían llegado en la forma del 140.º de Nueva York y una batería de cuatro cañones: la batería D, del de 5.ª artillería de los Estados Unidos, comandada por el teniente Charles E. Hazlett. (El simple hecho de maniobrar estos cañones a mano por la empinada y rocosa ladera de la colina fue un logro asombroso. Sin embargo, este esfuerzo tuvo poco efecto en la acción del 2 de julio. Los artilleros estaban expuestos a un constante fuego de francotiradores y no podían trabajar con eficacia. Sin embargo, lo más importante es que no pudieron bajar sus cañones lo suficiente como para defenderse de los ataques de la infantería que se acercaba).
El 140.º cargó en la batalla, haciendo retroceder a los tejanos y asegurando la victoria de las fuerzas de la Unión en la colina. El coronel Patrick "Paddy" O'Rorke, que dirigió personalmente a su regimiento en la carga, murió. Reforzadas por la brigada de Stephen Weed del V Cuerpo, las fuerzas de la Unión mantuvieron la colina durante el resto de la batalla, soportando el persistente fuego de los tiradores confederados estacionados alrededor de Devil's Den. El general Weed estaba entre las víctimas, y mientras su viejo amigo Charles Hazlett se inclinaba para consolar a Weed, el artillero también fue muerto a tiros.

### Noche y 3 de julio

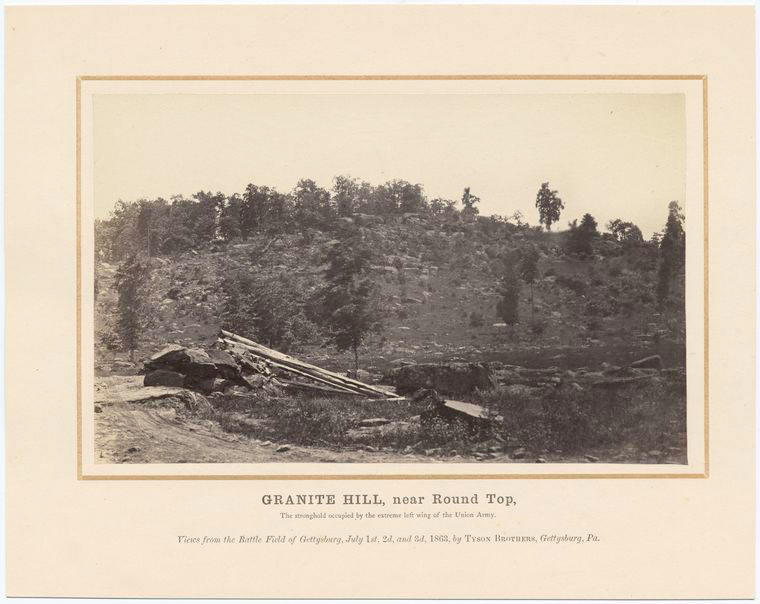
Little Round Top alias "Granite Hill" Fotografía de Tyson tomada hacia 1863

Más tarde ese día, Little Round Top fue el lugar de constantes escaramuzas. Estaba fortificada por la brigada de Weed, cinco regimientos de las reservas de Pensilvania y una batería de Ohio de seis cañones. La mayor parte de los pabellones de piedra que actualmente son visibles en la colina fueron construidos por estas tropas tras el cese de los combates. Las tropas de los cuerpos II, V, VI y XII pasaron por la zona y también ocuparon Round Top.
Little Round Top fue el punto de partida de un contraataque de la Unión al anochecer del 2 de julio, llevado a cabo por la 3.ª división del V cuerpo (las reservas de Pensilvania) bajo el mando del General de Brigada Samuel W. Crawford, lanzado hacia el oeste en dirección al campo de trigo existente entonces.

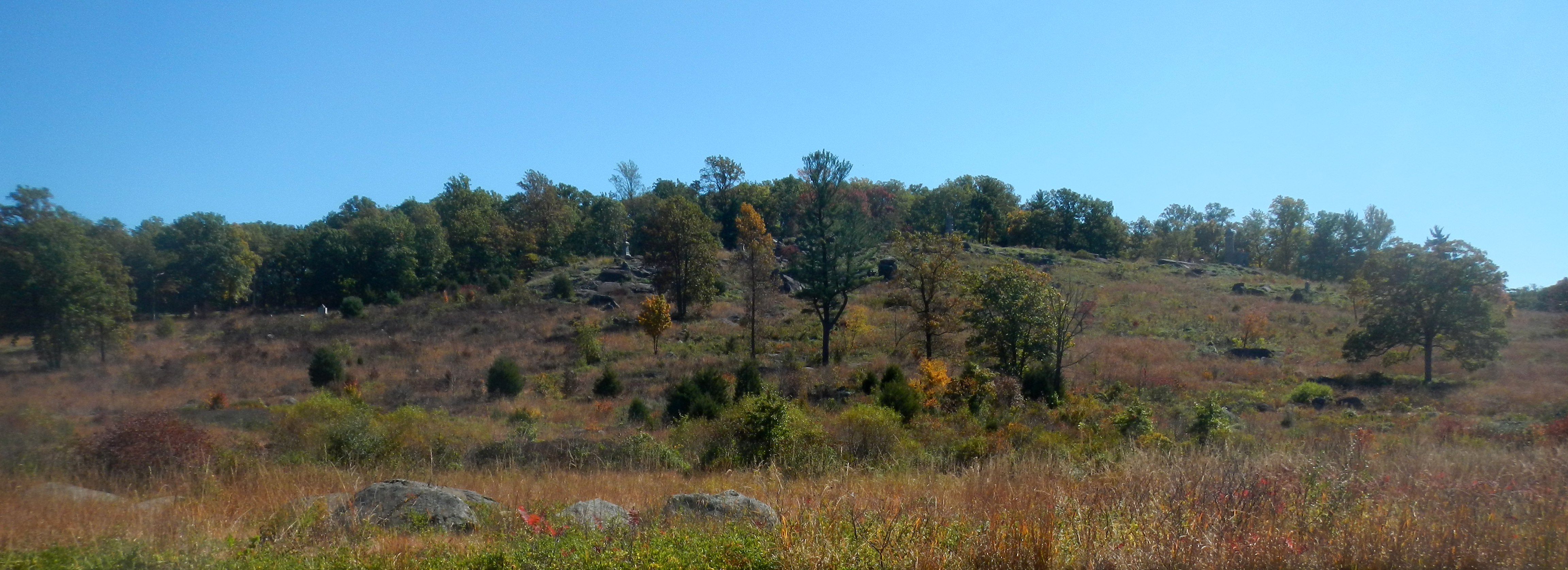
Little Round Top visto desde las proximidades de Devil's Den

El 3 de julio, la batería de Hazlett (seis cañones estriados Parrott de 10 libras, ahora bajo el mando del teniente Benjamin F. Rittenhouse) disparó contra el flanco del asalto confederado conocido como la Carga de Pickett. Casi al final de ese combate, el general Meade observó desde Little Round Top y contempló sus opciones para un posible contraataque contra Lee.

### Impacto
De las 2.996 tropas de la Unión involucradas en Little Round Top, hubo 565 bajas (134 muertos, 402 heridos, 29 desaparecidos); las pérdidas confederadas de 4.864 involucrados fueron 1.185 (279 muertos, 868 heridos, 219 desaparecidos).
Aunque están de acuerdo en que la lucha en Little Round Top fue extremadamente feroz y que los soldados de ambos bandos lucharon con valentía, los historiadores no están de acuerdo en cuanto al impacto de este enfrentamiento en particular en el resultado general de la batalla de Gettysburg. La opinión tradicional -que surgió en la década de 1880- es que el flanco izquierdo del ejército de la Unión era una posición crucial. Un ejemplo de este punto de vista es de 1900: "Si los confederados se hubieran apoderado de Little Round Top y hubieran arrastrado parte de su artillería hasta allí, como podrían haber hecho fácilmente, habrían enfilado toda la línea de Meade y habrían hecho que fuera demasiado costoso para él permanecer allí".
Una afirmación alternativa es que el terreno de la colina ofrecía una pobre plataforma para la artillería, y que si Longstreet hubiera asegurado la colina, el ejército de la Unión se habría visto obligado a retroceder a una mejor posición defensiva, haciendo del ataque a la colina una distracción del verdadero objetivo de los confederados. Esta última teoría está respaldada por los escritos del general Lee, en los que parece haber considerado irrelevante Little Round Top. En el informe de Lee después de la Campaña de Gettysburg, declaró en parte: "El General Longstreet fue retrasado por una fuerza que ocupaba las colinas altas y rocosas en el extremo izquierdo del enemigo, desde las que sus tropas podían ser atacadas en reversa mientras avanzaban", sugiriendo que Longstreet recibió órdenes de seguir un curso destinado a evitar Little Round Top; si la colina hubiera sido un objetivo clave del asalto, Lee no habría utilizado la frase "retrasado por" al describir los efectos del combate.
Garry Adelman ha rebatido el argumento de que una captura confederada de Little Round Top habría perjudicado gravemente el esfuerzo de la Unión. Examinando el número de tropas disponibles en los alrededores al final de la tarde, determinó que como mucho 2.650 confederados podrían haber estado disponibles para defender la colina después de capturarla, y que estos hombres habrían estado agotados por el combate y escasos de munición. En cambio, había 11.600 refuerzos frescos de la Unión en un radio de una milla, principalmente del VI Cuerpo del mayor general John Sedgwick. Además, se ha exagerado el valor de Little Round Top como posición de artillería: la forma de la cresta de la colina obliga a colocar los cañones uno detrás de otro, lo que limita su eficacia al atacar objetivos directamente al norte, como la línea de la Unión en Cemetery Ridge.
Aunque Chamberlain y el 20.º Maine han ganado popularidad en la conciencia nacional estadounidense, otras figuras históricas como Strong Vincent, Patrick O'Rorke y Charles Hazlett desempeñaron posiblemente el mismo papel en el éxito de la Unión en Little Round Top. Sin embargo, sus muertes en el lugar de los hechos no permitieron que se contaran sus historias personales.

## Postguerra
Durante las visitas de 13 generales en 1865, se identificaron puntos en Little Round Top en los que posteriormente se erigieron marcadores, y en 1886 se construyó un observatorio de 40 pies (12 m), antes de que se dedicara un monumento de piedra con plataforma de observación al 44.º de Nueva York en 1892. A finales de la década de 1880, se dedicó el monumento al 20.º Regimiento de Infantería Voluntaria de Maine en Little Round Top con un discurso de Joshua Chamberlain.
En 1935, dos "curvas de horquilla" de la avenida en Little Round Top fueron eliminadas por la Continental Contracting Company para crear un "by-pass, un tramo de 0,399 millas", desde el Museo de Round Top hacia el sur hasta el norte de la estación de guardia en la ladera sur en la Avenida Sykes y la Avenida Chamberlain fue posteriormente cerrada. El estacionamiento de la cima también se creó en ese momento.

## Monumentos en Little Round Top
|                                                                                      |
| Lápida conmemorativa del cuerpo de señales incrustada en la roca de Little Round Top |

| |
| Monumento a la 30.ª Infantería, Primera Reserva de Pensilvania, en la base de Little Round Top. En el monumento están inscritas las palabras "Co. K reclutada en Gettysburg". Dedicado en septiembre de 1890. |

| |
| Monumento en la plaza del pueblo: "La Compañía K, en el centro de la Primera Reserva [de Pensilvania], ayudó a rechazar el intento confederado de tomar Little Round Top, cuya posesión fue la clave de la victoria en la batalla".. |

| |
| El monumento al 20.º Regimiento de Infantería Voluntaria de Maine en Little Round Top es el monumento más popular del Parque Militar Nacional de Gettysburg que los visitantes solicitan ver |

|                                                                           |
| Monumento al 12° y al 44° de infantería de Nueva York en Little Round Top |

|                                                       |
| Monumento al 155° de Pennsylvania en Little Round Top |

## En la cultura popular
La batalla de Little Round Top es un punto clave de la trama de la novela de historia alternativa de Ward Moore de 1953 Bring the Jubilee. La novela de 1974 Los ángeles asesinos, y su adaptación cinematográfica de 1993, Gettysburg, describen una parte de esta batalla. El cineasta Ken Burns elogió a Chamberlain en su documental de la PBS The Civil War y en entrevistas posteriores por haber salvado posiblemente a la Unión con sus acciones durante el combate.
En la canción de 2016 "Ballad of the 20th of Maine", del grupo folk de Maine The Ghost Of Paul Revere, se relata la famosa carga con bayoneta y la desafiante postura de Andrew Tozier: "Bueno, nuestro flanco occidental estaba perdido / Mientras los confederados empujaban / Y luchamos contra ellos con uñas y dientes / Nuestra munición casi se ha agotado ... Entonces apareció nuestro león rugiendo las bayonetas / Cargando montaña abajo con los soldados que nos quedaban / Fuimos firmes como Katahdin, duros como la lluvia de invierno".